# Joseph Fielding Smith
Joseph Fielding Smith (19 de julio de 1876-2 de julio de 1972) fue un líder religioso y décimo presidente de La Iglesia de Jesucristo de los Santos de los Últimos Días desde 1970 cuando murió su predecesor David O. McKay hasta su muerte en 1972. Él era el hijo de Joseph F. Smith sexto presidente de la iglesia SUD, y nieto de Hyrum Smith, hermano del fundador de la iglesia SUD Joseph Smith.
Smith fue llamado para el Quórum de los Doce Apóstoles en 1910, cuando su padre era presidente de la iglesia. Estando como un apóstol durante bastante tiempo, (1910-1972), no había ningún presidente de la iglesia que hubiese logrado estar tantos años. Su tiempo como Presidente del Quórum de los Doce Apóstoles desde 1951 a 1970 solo ha sido superado por David O. McKay que estuvo diecinueve años en la Presidencia como el presidente del Quórum de los Doce Apóstoles.

## Primeros años
Smith nació en Salt Lake City el 18 de julio de 1876, fue el primer hijo de Julina Lambson Smith, la segunda esposa y primera esposa plural de Joseph F. Smith, en ese entonces miembro del Quórum de los Doce. Por acuerdo entre sus padres, le pusieron el nombre de su padre. Smith vivió en la casa de su padre en el 333 West 100 North en Salt Lake City, Territorio de Utah. La casa estaba enfrente del campus original de la Universidad de Deseret (actual Universidad de Utah), en un sitio que hoy ocupa el LDS Business College. También de niño trabajó a menudo en la granja familiar en Taylorsville, Utah.

## Familia y vida personal
Smith se casó con su primera esposa, Louie Emily "Emyla" Shurtliff (nacida el 16 de junio de 1876) poco antes de salir de misión en Gran Bretaña el 26 de abril de 1898. En marzo de 1899, el presidente de la iglesia Lorenzo Snow lo llamó para que sirva en una misión en Gran Bretaña, desde mayo de 1899 hasta julio de 1901, dejando a Louie en Salt Lake City. El 12 de mayo de 1899, Smith fue apartado como un misionero y fue ordenado setenta por su padre. Un pequeño grupo de misioneros, incluyendo Smith y su hermano mayor, Joseph Smith Richards, viajaron al día siguiente para Inglaterra. Después de su regreso de la misión, Smith y su esposa tuvieron dos hijas, Josephine y Julina. Louie murió de complicaciones de un tercer embarazo el 28 de marzo de 1908.
Su segunda esposa fue Ethel Reynolds, la hija del prominente mormón George Reynolds. Ellos tuvieron cuatro hijas y cinco hijos. Su hija más joven fue Amelia, quien se casaría con Bruce R. McConkie; McConkie fue llamado al quórum de los doce apóstoles poco después de que Smith murió.
Después de la muerte de Ethel; Smith se casó con Jessie Evans, quien era en esa época miembro del Tabernáculo Mormón.

## Servicio en la Iglesia
Poco después que regresó de su misión en 1901, Smith comenzó a trabajar en el oficio de historiador de la Iglesia y registrador. Grabó la conferencia general de 1910 cuando fue llamado a ser apóstol. Antes de este llamamiento Smith sirvió como secretario y tesorero en la sociedad genealógica de Utah. En 1921 Smith asumió el oficio de historiador de la Iglesia y registrador, oficio que tuvo hasta 1970.
Smith pasó la mayor parte de su tiempo como apóstol viviendo en Salt Lake City. También fue presidente del templo de Salt Lake City desde 1945 hasta 1949. Durante este tiempo Smith visitó una misión Hispano-Americana de la Iglesia. Antes de retornar a Salt Lake él informó al presidente del templo de Mesa (Arizona) que debería recomendar a la Primera Presidencia traducir las ceremonias del templo al español.
Smith sirvió como presidente de la sociedad genealógica de Utah y después como presidente de la sociedad genealógica de la Iglesia de Jesucristo de los santos de los últimos días desde 1934 hasta 1961. En el momento de su relevo de este llamamiento ya había sido presidente del Quórum de los Doce Apóstoles durante más de una década desde finales de la década del 50. Intentó reducir el personal de la sociedad genealógica e intentó convencer a la primera presidencia de que a las mujeres se le debía permitir trabajar después de casarse. De todos modos Smith solo fue capaz de conseguir un cambio que les permitiera quedarse en su puesto de trabajo seis meses después de casarse.
Smith cumplió varias asignaciones de la Iglesia en el extranjero. En 1939 viajó a las misiones de Europa y supervisó la retirada de los misioneros después de haber empezado la Segunda Guerra Mundial. En 1950 viajó a la misión mexicana de la Iglesia. En 1955 realizó un extenso viaje por Asia. En esta jornada dedicó los países de Corea del Sur y las Filipinas para la predicación del Evangelio. En 1957 viajó a Europa para la dedicación del templo de Londres y también presidió la excomunión de varios misioneros en la misión francesa, estos habían apostatado.

## Administración como presidente de la Iglesia
Aunque solo sirvió durante dos años y medio, Smith presidió muchas nuevas iniciativas. Durante su permanencia como presidente de la Iglesia se celebró la primera conferencia de área. También se relanzaron las revistas de la Iglesia como Ensign (liahona en español), Friend, New Era, éstas fueron el plano centralizado de todas las publicaciones de la Iglesia.

## Obras
- Allen, James B.; Embry, Jessie L.; Mehr, Kahlile B. (1995), Hearts Turned to the Fathers: A History of the Genealogical Society of Utah, 1894-1994, BYU Studies Monographs, Provo, Utah: BYU Studies, ISBN 0-8425-2327-8..
- Gibbons, Francis M. (1992), Joseph Fielding Smith: Gospel Scholar, Prophet of God, Salt Lake City: Deseret Book, ISBN 0-87579-537-4..
- Smith, Joseph Fielding, Jr.; Stewart, John J. (1972), The Life of Joseph Fielding Smith, Tenth President of the Church of Jesus Christ of Latter-day Saints, Salt Lake City: Deseret Book, ISBN 0-87747-484-2..

| Predecesor: David O. McKay | Presidente de La Iglesia de Jesucristo de los Santos de los Últimos Días 23 de enero de 1970 - 2 de julio de 1972 | Sucesor: Harold B. Lee |

- Datos: Q1392595
- Multimedia: Joseph Fielding Smith / Q1392595